# Suchary (obwód mohylewski)
Suchary (biał. Сухары; ros. Сухари) – agromiasteczko na Białorusi, w obwodzie mohylewskim, w rejonie mohylewskim, w sielsowiecie Suchary, nad Rastą i przy drodze republikańskiej R96.
W Rzeczypospolitej Obojga Narodów Suchary należały do starostwa mohylewskiego. Wchodziły wówczas w skład województwa mścisławskiego. Od Rzeczypospolitej odpadły na rzecz Rosji w wyniku I rozbioru.
W XIX w. miasteczko, wieś oraz majątek ziemski należące do Listowskich. W miasteczku znajdowały się wówczas cerkiew i synagoga (obie świątynie były drewniane). Do 1917 Suchary położone były w guberni mohylewskiej, w powiecie czauskim. Następnie w granicach Związku Sowieckiego. Od 1991 w niepodległej Białorusi.